# German Chan
German Borisovič Chan (in russo Герман Борисович Хан?; in ucraino  Герман Борисович Хан?, Herman Borysovyč Chan; Kiev, 24 ottobre 1961) è un imprenditore russo di origini ucraine e cittadinanza anche israeliana.
Miliardario, oligarca, co-fondatore di Alfa Group, LetterOne e L1 Energy, secondo Forbes al 2022 il suo patrimonio ammontava a 7,8 miliardi di dollari.

## Biografia
German Chan è nato nel 1961 a Kiev, in Ucraina. Figlio di genitori ebrei ucraini di Leopoli, suo padre era un professore di metallurgia. Chan aveva da giovane un vivo interesse per lo sport e durante il liceo s'interessò a lungo di pugilato, sostenendo che quello sport esercitava una enorme influenza sulla costruzione della fiducia e dell'autodisciplina. Chan si diplomò al liceo nel 1978 e successivamente lavorò per un anno come apprendista in un negozio di una fabbrica. Ha poi studiato ingegneria meccanica presso il collegio pedagogico kievita, diplomandosi nel 1982. Nel 1983 si è iscritto all'Istituto di acciaio e leghe di Mosca (MISIS), dove si è specializzato nello studio della produzione di acciaio. Dal 1988 Chan ha cominciato a gestire piccole imprese come la cooperativa di abbigliamento "Aleksandrina" che fondò con un socio, e dove ricoprì il ruolo di vice presidente occupandosi della catena di approvvigionamento e delle vendite prima della sua cessione nel 1990.

## Vita privata
Chan ha sia la cittadinanza russa che quella israeliana. Lui e sua moglie Angelika hanno quattro figli: Jakob, Eleanora, Eva e Lev. Vive a Londra e Mosca. Nel 2010, Chan ha acquistato una casa in Eaton Square a Londra. Chan rimane attivo con lo sport, partecipando a competizioni di guida di resistenza, fuoristrada e rally. Gli piace cacciare e ha una collezione di fucili e fucili sportivi. Possiede anche villa "La Cacciarella" a Monte Argentario, in Toscana, già appartenuta in passato alla famiglia Feltrinelli. 
Chan è il suocero di Alex van der Zwaan che, il 20 febbraio 2018, si è dichiarato colpevole delle accuse sollevate dall'indagine sull'interferenza russa nelle elezioni statunitensi del 2016.  Van der Zwaan è stato accusato di aver mentito all'FBI sui suoi contatti con Rick Gates e si è dichiarato colpevole di aver reso una falsa dichiarazione agli investigatori. Il 3 aprile 2018 è stato condannato a 30 giorni di carcere e multato di 20.000 dollari.